# Lingua fanagalo
La lingua fanagalo o fanakalo è una lingua vernacolare o pidgin che si basa principalmente sulla lingua zulu, con un input inglese e lingua afrikaans.
È usata come lingua franca, principalmente nelle industrie minerarie di oro, diamante, carbone e rame in Sudafrica e, con minore estensione, nella Repubblica Democratica del Congo, Namibia, Zambia e Zimbabwe. Nel 1975 si è stimato che, nonostante sia utilizzata esclusivamente come seconda lingua, il numero di persone che la parlano è di “molte centinaia di migliaia”. Quando i britannici se ne andarono, l’inglese divenne la lingua franca che rese possibile ai vari gruppi etnici della stessa regione di comunicare tra loro, e l’uso della lingua fanakalo si ridusse.

## Distribuzione geografica
Secondo Ethnologue, il fanagalo è parlato unicamente come seconda lingua. Oltre al Sudafrica, è attestato anche in altri stati dell'Africa meridionale, quali Repubblica Democratica del Congo, Namibia, Zambia e Zimbabwe.

### Dialetti e lingue derivate
La variante parlata in Zambia, detta cikabanga, è influenzata dalla lingua bemba, mentre la parlata dello Zimbabwe, detta chilapalapa, è influenzata dalla lingua shona.

## Storia
Il fanagalo è una lingua franca sviluppatasi in Africa australe già nel XIX secolo. 
Il nome fanagalo significa "fallo così" in lingua nguni, a tradire che si tratti proprio di una lingua usata per comunicare sul lavoro. Il fanagalo è nato in Natal ed è stato usato prima di tutto come mezzo di comunicazione tra boeri e africani di varie etnie. Venne più tardi adottato anche dagli inglesi. Il fanagalo ebbe il suo momento di estensione massima quando venne adottato dai lavoratori delle miniere. Provenienti da tutta l'Africa australe, i minatori avevano bisogno di una lingua facile, duttile e pronta ad accogliere nuovi termini. Al massimo della sua estensione linguistica il fanagalo era parlato da almeno 700.000 persone.
Oltre al fanagalo delle miniere, altri due linguaggi si sono sviluppati nelle fattorie (garden fangalo) e nelle case dei benestanti (kitchen fanagalo). Questi tre pidgin permettevano l'intercomunicabilità.
Dopo un inutile tentativo di far diventare il fanagalo una lingua super partes nel panorama sudafricano (vi sono undici lingue ufficiali), il fanagalo ha perso terreno ed è ora parlato solo da poche migliaia di individui.

## Vocabolario
Al contrario di altre lingue pidgin, dove il nuovo linguaggio si basa normalmente sulla lingua colonizzatrice, il fanagalo si basa sulla lingua zulu (70% dei vocaboli), con apporti dall'inglese (24%) e dall'afrikaans (6%).